# Olympische Sommerspiele 1928/Hockey
Bei den IX. Olympischen Spielen 1928 in Amsterdam wurde ein Wettbewerb im Hockey (Herren) ausgetragen. Es war nach 1908 und 1920 das dritte olympische Hockeyturnier. Seither ist Hockey fester Bestandteil der Olympischen Spiele.
Nachdem Hockey 1924 wegen des fehlenden Weltverbandes aus dem olympischen Programm gefallen war, wurde 1924 die Fédération Internationale de Hockey sur Gazon (FIH) gegründet, die nun das Turnier organisierte. Die britischen Verbände – England, Schottland, Wales und Irland – gehörten nicht zur FIH, ein Team Großbritannien nahm daher nicht an den Spielen teil.

## Turniermodus
Ursprünglich hatten 10 Nationen gemeldet, doch die Tschechoslowakei zog zurück. Ein Team konnte maximal 11 Reservespieler melden, insgesamt also 22 Spieler. Erstmals wurde in 2 Gruppen mit 5 bzw. 4 Teilnehmern gespielt:
- Gruppe A: Belgien, Dänemark, Indien, Schweiz, Österreich,
- Gruppe B: Frankreich, Deutschland, Niederlande, Spanien.

Die beiden Gruppenersten spielten um Gold, die beiden Zweiten um Silber. Die weiteren Plätze wurden nicht ausgespielt.

## Gruppe A

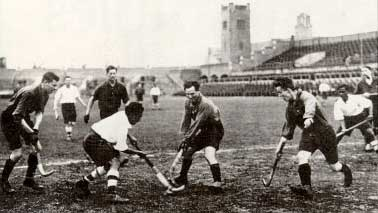
Indien in Aktion

| In der Gruppe A setzte sich erwartungsgemäß Indien durch, das alle Spiele ohne Gegentor gewann. Gruppenzweiter wurde Belgien, das sich im letzten und entscheidenden Gruppenspiel gegen Dänemark mit 1:0 durchsetzte. |  |                       |           |  |
| 17. Mai |  | Schweiz – Dänemark    | 1:2 (0:1) |  |
| |  | Indien – Österreich   | 6:0 (3:0) |  |
| 18. Mai |  | Indien – Belgien      | 9:0 (5:0) |  |
| |  | Dänemark – Österreich | 3:1 (3:0) |  |
| 20. Mai |  | Schweiz – Belgien     | 0:3 (0:2) |  |
| |  | Indien – Dänemark     | 5:0 (2:0) |  |
| 22. Mai |  | Indien – Schweiz      | 6:0 (2:0) |  |
| |  | Belgien – Österreich  | 4:0 (1:0) |  |
| 24. Mai |  | Dänemark – Belgien    | 0:1 (0:0) |  |
| |  | Schweiz – Österreich  | 1:0 (0:0) |  |

| Tabelle Gruppe A | Tabelle Gruppe A | Tabelle Gruppe A | Tabelle Gruppe A | Tabelle Gruppe A |
| Platz            | Team             | Spiele           | Tore             | Punkte           |
| ---------------- | ---------------- | ---------------- | ---------------- | ---------------- |
| 1.               | Indien           | 4                | 26:0             | 8                |
| 2.               | Belgien          | 4                | 08:09            | 6                |
| 3.               | Dänemark         | 4                | 05:08            | 4                |
| 4.               | Schweiz          | 4                | 02:11            | 2                |
| 5.               | Österreich       | 4                | 01:14            | 0                |

## Gruppe B

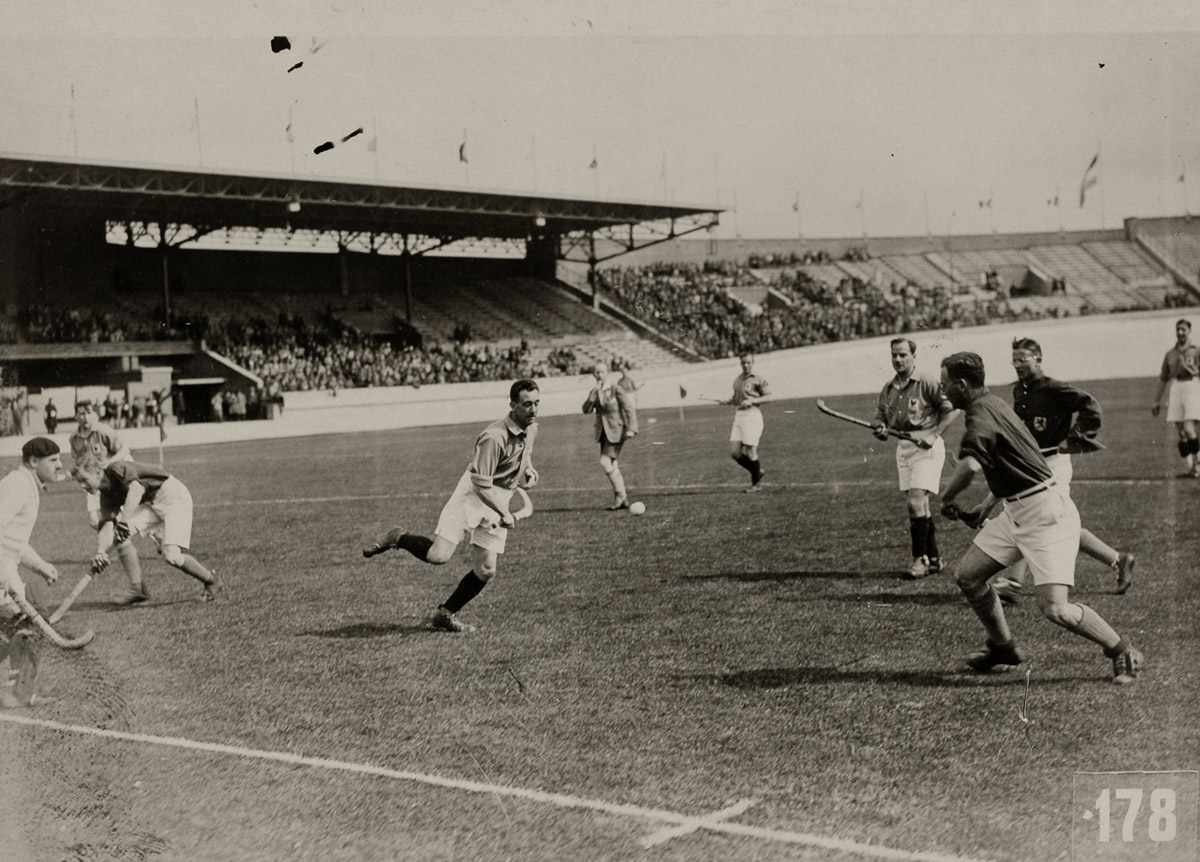
Niederlande – Frankreich

| In der Gruppe B gewannen die Niederlande das für den Gruppensieg entscheidende Spiel gegen Deutschland knapp mit 2:1. |  |                           |           |  |
| 17. Mai |  | Niederlande – Frankreich  | 5:0 (3:0) |  |
| |  | Deutschland – Spanien     | 5:1 (4:0) |  |
| 19. Mai |  | Niederlande – Deutschland | 2:1 (2:1) |  |
| |  | Frankreich – Spanien      | 2:1 (1:0) |  |
| 22. Mai |  | Deutschland – Frankreich  | 2:0 (2:0) |  |
| 23. Mai |  | Niederlande – Spanien     | 1:1 (1:0) |  |

| Tabelle Gruppe B | Tabelle Gruppe B | Tabelle Gruppe B | Tabelle Gruppe B | Tabelle Gruppe B |
| Platz            | Team             | Spiele           | Tore             | Punkte           |
| ---------------- | ---------------- | ---------------- | ---------------- | ---------------- |
| 1.               | Niederlande      | 3                | 8:2              | 5                |
| 2.               | Deutschland      | 3                | 8:3              | 4                |
| 3.               | Frankreich       | 3                | 2:8              | 2                |
| 4.               | Spanien          | 3                | 3:8              | 1                |

## Finale

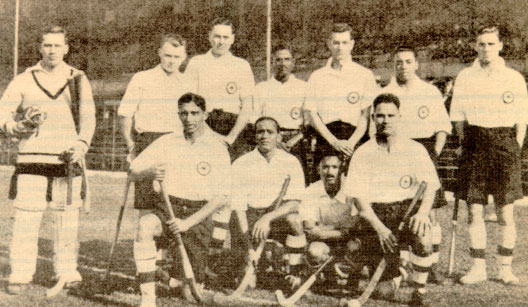
Die siegreiche indische Mannschaft vor ihrem ersten olympischen Hockeyspiel

| 26. Mai |  | Deutschland – Belgien | 3:0       | Spiel um Platz 3 |
|         |  | Indien – Niederlande  | 3:0 (1:0) | Endspiel         |

| Rangliste | Rangliste   |
| Platz     | Team        |
| --------- | ----------- |
| 1.        | Indien      |
| 2.        | Niederlande |
| 3.        | Deutschland |
| 4.        | Belgien     |
| 5.        | Dänemark    |
| 5.        | Frankreich  |
| 5.        | Schweiz     |
| 5.        | Spanien     |
| 5.        | Österreich  |

## Medaillengewinner
| | | | 4 |
| Indien | Niederlande | Deutschland | Belgien |
| --- | --- | --- | --- |
| Richard James Allen Dhyan Chand Bais Michael Gateley Kher Singh Gill William Goodsir-Cullen Leslie Charles Hammond Feroze Khan George Marthins Rex A. Norris Broome Eric Pinniger Michael Rocque Frederic Seaman Ali Shaukat Jaipal Singh Sayed M. Yusuf | Jan Ankerman Jan Brand Rein de Waal Emile Duson Gerrit Jannink Adriaan Katte August Kop Otto Muller von Czernicki Ab Tresling Paul van de Rovaart Robert van der Veen Tonny van Lierop Haas Visser ’t Hooft | Bruno Boche Georg Brunner Heinz Förstendorf Erwin Franzkowiak Werner Freyberg Theodor Haag Hans Haußmann Kurt Haverbeck Aribert Heymann Herbert Hobein Friedrich Horn Karl-Heinz Irmer Herbert Kemmer Fritz Lincke Herbert Müller Werner Proft Heinz Schäfer Gerd Strantzen Kurt Weiß Rolf Wollner Heinz Wöltje Erich Zander | Lambert Adelot Claude Baudoux Yvon Baudoux Freddy Cattoir Louis de Deken Charles Delheid Louis Diercxsens Auguste Goditiabois Adolphe Goemaere Georges Grosjean Joseph Jastine Charles Koning René Mallieux André Seeldrayers Etienne Soubre Johnny van der Straten Emile Vercken Corneille Wellens |

## Teams Schweiz und Österreich
| Schweiz | Österreich |
| --- | --- |
| Jean-Jacques Auberson Adolf Fehr Konrad Fehr Alfred Fischer Fred Jenny Adalbert Koch Ernst Luchsinger Maurice Magnin Eduard Mauris Roland Olivier Rene Pellarin Charles Piot Henry Poncet Max Zumstein | Emil Haladik Fritz Herzl Kurt Lehrfeld Erwin Landesmann Hubert Lichtneckert Fritz Lichtschein Willi Machu Paul Massarek Erwin Nossig Karl Ördögh Alfred Revi Hans Rosenfeld Otto Stritzko Hans Wald August Wildam Arthur Winter Fritz Steiner Josef Berger |